# Cthulhu

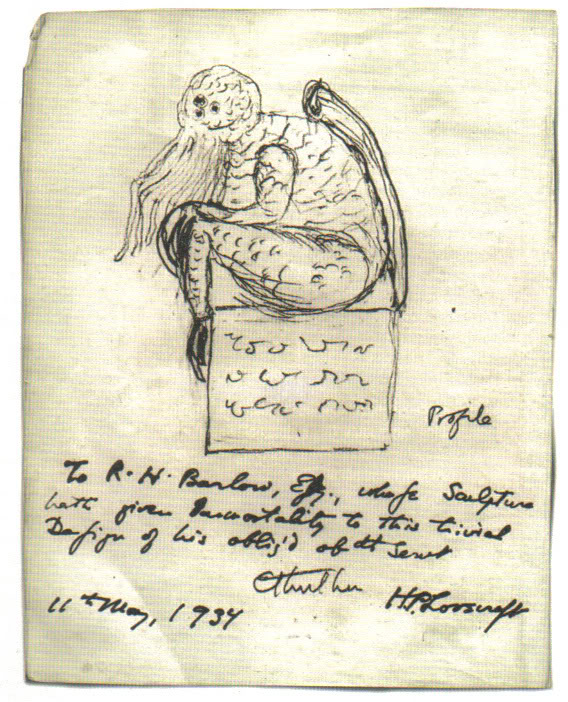
Cthulhu Lovecraft vázlatán

Cthulhu egy fiktív űrbéli lény, mely először H.P. Lovecraft 1926-ban írt, „Cthulhu hívása” című novellájában jelent meg, melyet 1928-ban adtak ki a Weird Tales c. amerikai filléres magazinban.
Cthulhu a Nagy Öregek egyik központi alakja. Szörnyűséges kinézetéről, hatalmas termetéről, valamint az általa keltett rettegésről ismert. Cthulhu több sci-fi és fantáziaműben szerepel mint a végső borzalom és gonosz megtestesítése.

## A név kiejtése
Cthulhut többek között úgy is írták, mint Tulu, Clulu, Clooloo, Cthulu, C'thulhu, Cighulu, Cathulu, C'thlu, Kathulu, Kutulu, Kthulhu, Q’thulu, K'tulu, Kthulhut, Kulhu, Kutunluu, Ktulu, Cuitiliú, Thu Thu és több más módon. Sokszor a Nagy, Halott vagy Rettegett jelzőt rakják neve elé.
Lovecraft szerint a nevet úgy kell ejteni, hogy „Khlûl'-hloo” (hlul-lú), de S.T. Joshi kimutatja, hogy Lovecraft több ellentétes kiejtést adott meg az idők során. Lovecraft megjegyzi, hogy a név csak a legközelebbi ahhoz, amit az emberi beszélőrendszer képes kiejteni, mivel végül is egy földönkívüli nyelvről van szó. Lovecraft halála után a „ktúlú” kiejtés lett az elfogadott.

## Cthulhu a modern világban

### Televízió
Cthulhu megjelenik a South Park című rajzfilmsorozat 14. évadjának 11-13. epizódjában, amikor a DP olajvállalat véletlenül dimenziókaput fúr egy párhuzamos univerzumba.
Szintén ő a főgonosz a Szellemirtók rajzfilmsorozat 2. szezonjának 28. részében. (A magyar szinkronban Cathulu-nak írják).
Felbukkan egy hozzá hasonló szörny a Rick és Morty rajzfilmsorozat intrójában is.

### Zene
Cthulhu-ról még a Metallica (The Call of Ktulu, The Thing That Should Not Be, Dream No More), a Samael (Rite of Cthulhu), Grailknights (Cthulhu) és a Cradle of Filth (Cthulhu Dawn) is énekelt. (habár a Metallica és a Samael száma instrumentális)
A kanadai Dj és producer Deadmau5 is róla "mintázta" Cthulhu Sleeps, illetve Cthulhu Dreams  című számait.

### Szerepjáték
1981-ben jelenteti meg a Chaosium kiadó a „Call of Cthulhu” horror szerepjátékot.

### Videójáték
Cthulhu nevével fémjelezve ugyancsak elkészült 2006-ban a Call of Cthulhu: Dark Corners of the Earth című játék, mely a Ubisoft és a Bethesda Softworks koprodukciója. A játék bepillantást ad H.P. Lovecraft világába, természetesen a túlélőhorror műfajon keresztül. A World of Warcraft-ban Cthulhu alapján jelenik meg egy old god, C'thun. Az Öreg Isteneket kifejezetten Lovecraft iránti tiszteletből helyezték a játékba.
A Terrariában is megjelenik Eye of Chtulhu, Brain of Chtulhu és (eddig) a játék utolsó főellensége, a Moon Lord képében.
A Blizzard által fejlesztett Hearthstone című kártyás játékhoz szintén kiadtak egy nagyobb lapfrissítést Whispers of the old Gods néven. Ezek a lapok főleg a Chuthulhu mítoszból megismert karakterekre épülnek.
A Funcom kiadó gondozásában megjelent The Secret World MMORPG-ben szinte a teljes lovecrafti világ megjelenik, természetesen Cthulhu kiemelt helyet kap.
A Hi-rez csapata által készített Smiteban is megtalálható.

### Animáció
Az interneten megjelent a "Plüss Cthulhu meséi" első epizódja, és a "The Adventures of Lil Cthulhu" című animációs film is. A nagy sikerű South Park sorozat 14. évadában is szerepet kap pár epizód erejéig.

### Anime
A Haijore! Njaruko-szan című anime-, manga-, light novel sorozatokban is szerepelnek Howard Phillip Lovecraft kitalált lényei, mítosza, melyek a főbb, és mellékkarakterek személyében jelennek meg átdolgozva, „japánosítva”.
Valamint a Musaigen no Phantom World-ben is szerepel, mint megidézett Phantom.

### Könyv
A Galaxis útikalauz stopposoknak trilógia hatodik, És még valami című kötetében Cthulhu egy állásinterjún jelenik meg. Egy olyan lényt keresnek, aki a magukat egyenrangúnak tartó bolygólakókat visszavezeti a hiedelmek és az uralkodóiktól való félelem világába.

### Internet
Cthulhu smiley:   ^(;,;)^   